# Kétpettyes katicabogár

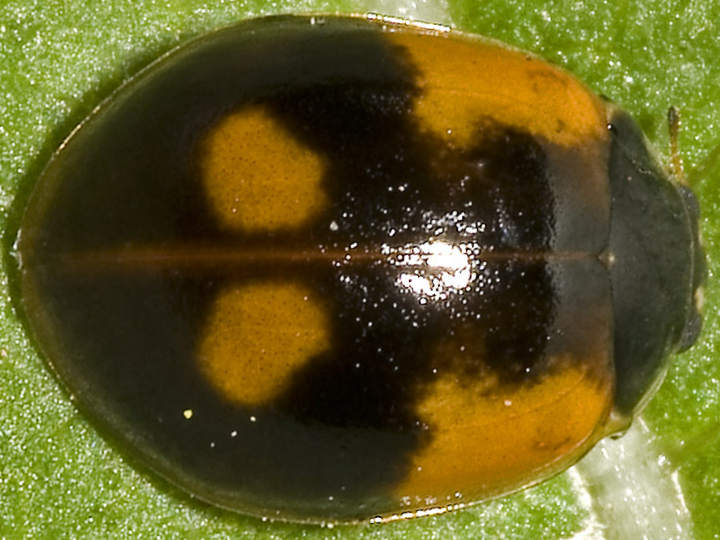
Sötét színváltozat

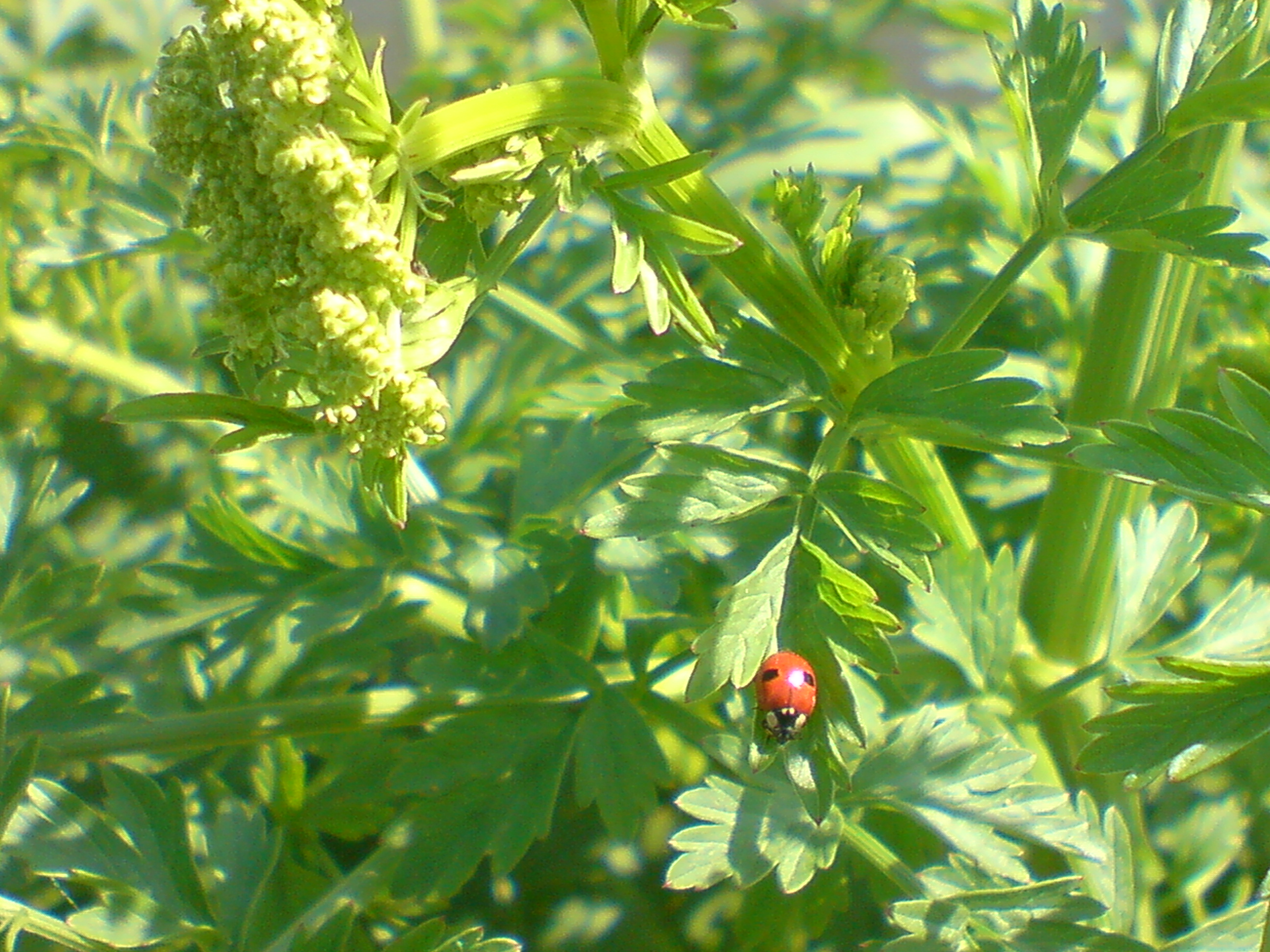
A növényzet között

A kétpettyes katicabogár (Adalia bipunctata) egy európai bogárfaj. Életmódját és testfelépítését illetően hasonlít közismert rokonára, a hétpettyes katicabogárra (Coccinella septempunctata).

## Megjelenése
Két változatban fordul elő, az egyiknek a hétpettyes katicabogárhoz hasonlóan narancssárgásak a szárnyfedői, amelyeket fekete pettyek díszítenek, míg a másik alapvetően fekete, és rajta narancsszínű foltok láthatóak.
A faj neve onnan ered, hogy a világosabb változat szárnyfedőin két – fedőnként egy-egy – petty látható. A sötét változaton rendszerint két-két narancsszínű folt helyezkedik el. Feje fekete, előtorához hasonlóan, de mindkét testtáján látható két fehér folt. Csápjai rokonaihoz hasonlóan bunkós végűek. A kifejlett katica 4-5 milliméter hosszú, ovális alakja jellegzetesen „bogárhátú”.
A lárva teste szürke, sárgás és fehér foltokkal, felépítése megnyúlt, lágy, hernyószerű, de jól fejlett lábai vannak.

## Életciklusa
A kétpettyes katicabogár gyakorlatilag mindenhol megtalálható, ahol növények és rajtuk élő levéltetvek megtalálhatóak. A kifejlett egyedek tavasszal rakják le biztos táplálékforrás közelében, levelek fonákára élénksárga petéiket. A ragadozó, olykor kannibalisztikus lárvák igen mozgékonyak, és négy vedlésen mennek keresztül, míg végül bebábozódnak. A báb fekete, rajta sárga foltok vannak.
A táplálékkínálattól és hőmérséklettől függően a lárvák eltérő sebességgel fejlődnek ki. Amennyiben gyors a teljes átalakulás, egy hónapra rá egy második generáció is megjelenhet egy éven belül. A kifejlett katicák száraz, védett helyeken (főleg fák kérge alatt) csoportosan telelnek át, és nem sokkal a párzást követően elpusztulnak. Az imágó kb. háromnegyed évig tartó élete során szintén ragadozó. Védekezésképpen általában lábait behúzva halottnak tetteti magát.
A kétpettyes katicabogarak körében gyakoriak a szaporodás során terjedő fertőzések, melyek egyfelől a nőstényeket teszik nemzőképtelenné, míg más kórokozók (Wolbachia, Rickettsia, Spiroplasma) csak a nőstények ivarsejtjein keresztül juthatnak az utódba, ezért öröklődve még peteállapotban a hímek vesztét okozzák.

## A katicabogár és az ember
A kétpettyes katicabogár igen hasznos a mezőgazdaság számára, mivel mind lárvaként, mind kifejlett állapotban levéltetvekkel, illetve más ízeltlábúak petéivel és lárváival táplálkozik. Hasznos tulajdonságai miatt a biológiai védekezésben előszeretettel alkalmazzák mind Európában, mind Amerikában.